# Vasili Rudenkov
Vasili Vasilievich Rudenkov (Žlobin, 7 de maio de 1931 — 2 de novembro de 1982) foi um atleta e campeão olímpico soviético. Atleta do Dynamo de Moscou, foi campeão olímpico do lançamento do martelo em Roma 1960, com a marca de 67,10 m, então um recorde olímpico.
Foi condecorado com a Ordem da Bandeira Vermelha do Trabalho pelo governo soviético.